# Callochromis melanostigma
Callochromis melanostigma är en fiskart som först beskrevs av Boulenger, 1906.  Callochromis melanostigma ingår i släktet Callochromis och familjen Cichlidae. IUCN kategoriserar arten globalt som livskraftig. Inga underarter finns listade.